# معاهدة جدة (2023)
معاهدة جدّة (عُرِفت بدايةً باسم اتفاق جدّة أو إعلان جدّة) هي اتفاقيّة دوليّة أُبرمَت لتحقيق السلام في السودان. دخلت معاهدة جدة، التي وقعّتها الولايات المتحدة والمملكة العربيّة السعوديّة والسودان وممثلو الجانبيَن المتحاربيَن في 20 أيار/ مايو 2023، حيز التنفيذ بعد 48 ساعة في 22 أيار/ مايو 2023. كان الهدف من الاتفاقيّة تسهيل عملية السلام ووقف إطلاق النار لمدة أسبوع وتوزيع المساعدات الإنسانيّة داخل البلاد. لكن الاتفاق انتهى فجأة بعد تصاعد الاشتباكات في 23 مايو/ أيار 2023، أي بعد يوم واحد من دخول الاتفاق حيّز التنفيذ. مع أن الموعد الفعلي للانتهاء هو 27 أيار/ مايو 2023، اتفقت الدول على تمديد لمدة خمسة أيام ولكن تم اختصارها بسبب عدم فعاليّة الاتفاقيّة.

## وصلات خارجية
- السودان.. اشتباكات عنيفة بين الجيش وقوات الدعم السريع، الجزيرة